# ERS10
ERS10 indeks je indeks akcija 10 kompanija iz elektroprivrednog sektora koje se kotiraju na Banjalučkoj berzi (BLSE), osnovanoj 29. decembra 2005. ERS10 je skraćenica od Indeks preduzeća iz sistema Elektroprivrede Republike Srpske.

## O indeksu
Najviša vrednost indeksa u 2020. godini zabeležena je 10. jula i iznosila je 333,79, dok je do kraja oktobra najmanja vrednos zabeležena 14. oktobra i iznosila je 332,77. Ostali indeksi na Banjalučkoj berzi su BIRS, indeks 12 vodećih akcionarskih preduzeća, i FIRS ,indeks 13 privatizaciono-investicionih fondova.
Sve kompanije navedene u ERS10 indeksu uključuju skraćenicu a.d. (akcionarsko društvo) na kraju njihovog imena, što ukazuje na njihov status akcionarskog društva.

## Kompanije na ERS10
U tabeli su prikazane kompanije, prema podacima od 28. oktobra 2020. godine. 
| Oznaka HOV | Naziv HOV                                   | Prosečna cena |
| ---------- | ------------------------------------------- | ------------- |
| EDPL-R-A   | Elektrodistribucija a.d. Pale               | 0,216         |
| EKBL-R-A   | Elektrokrajina a.d. Banja Luka              | 0,115         |
| EKHC-R-A   | Elektrohercegovina a.d. Trebinje            | 0,35          |
| ELBJ-R-A   | Elektro - Bijeljina a.d. Bijeljina          | 0,13          |
| ELDO-R-A   | Elektro Doboj a.d. Doboj                    | 0,32          |
| HEDR-R-A   | Hidroelektrane na Drini a.d. Višegrad       | 0,217         |
| HELV-R-A   | Hidroelektrane na Vrbasu a.d. Mrkonjić Grad | 0,38          |
| HETR-R-A   | Hidroelektrane na Trebišnjici a.d. Trebinje | 0,219         |
| RITE-R-A   | RiTE Gacko a.d. Gacko                       | 0,028         |
| RTEU-R-A   | RiTE Ugljevik a.d. Ugljevik                 | 0,037         |

## Spoljašnje veze
- Banjalučka berza